# Mishmisluiptimalia
De mishmisluiptimalia (Spelaeornis badeigularis) is een zangvogel uit de familie Timaliidae (timalia's).

## Verspreiding en leefgebied
Deze soort is endemisch in de Mishma Hills in het uiterste noordoosten van India.

## Status
De grootte van de populatie is in 2023 geschat op 20.000-50.000 volwassen vogels. De vogel is vrij algemeen in een heel klein verspreidingsgebied. Op de Rode lijst van de IUCN heeft deze soort de status gevoelig.